# 콩스탕틴
콩스탕틴(아랍어: قسنطينة 쿠산티나[*], 프랑스어: Constantine 콩스탕틴[*])은 알제리 북동부에 위치한 도시로, 콩스탕틴 주의 주도이며 인구는 544,700명(2008년 기준)이다. 알제리에서 세 번째로 큰 도시이며 지중해 남부 연안에 위치한다. 알제리 동부 지방에서 가장 큰 도시이며 알제리의 상업 중심지 역할을 한다. 알제리의 국가 영웅인 압드 알카디르의 무덤이 있다.

## 역사

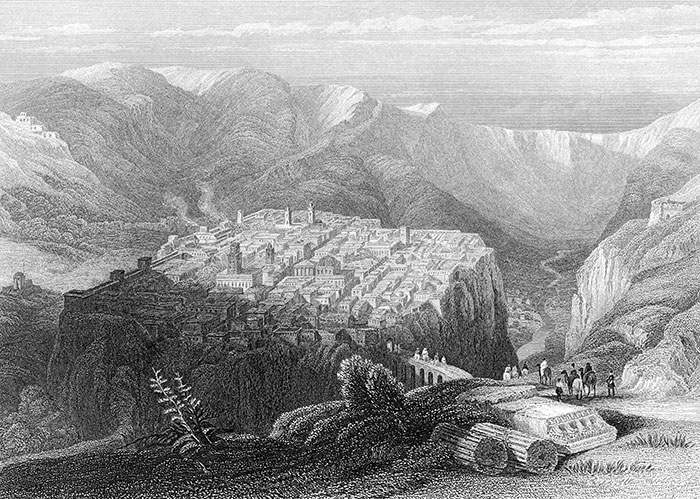
콩스탕틴 (1840년)

기원전 3세기 누미디아가 이 곳에 시르타를 건설했고 고대 로마의 카이사르가 시르타에 특별 시민권을 부여하면서 로마 제국의 북아프리카 속주에서 가장 유명한 도시가 된다. 311년 막센티우스와 도미티우스 알렉산데르가 시르타를 놓고 전쟁을 벌였으며 시르타는 그 전쟁으로 인해 크게 파괴되고 만다. 313년 시르타가 새로 재건되었고 콘스탄티누스 1세 황제를 기념하기 위해 붙여진 이름인 "콩스탕틴"으로 이름을 바꾼다.
431년 반달족에 정복되었지만 비잔틴 제국의 지배를 받게 되었고 7세기 아랍인에 정복되면서 "쿠산티나"(콩스탕틴의 아랍어 이름)라는 이름을 얻게 된다. 12세기 피사와 제노아, 베네치아와의 무역이 발달하면서 다시 번영을 누리게 된다. 1529년 오스만 투르크 제국에 정복되면서 베이(총독)의 통치를 받게 되었고 이 때부터 이슬람 건축 양식이 들어서면서 번영을 누리게 된다.

## 인구
| 연도       | 인구    | ±%      |
| ---------- | ------- | ------- |
| 1832       | 25,000  | —       |
| 1847       | 20,800  | −16.8%  |
| 1911       | 65,193  | +213.4% |
| 1965       | 235,000 | +260.5% |
| 1987       | 440,842 | +87.6%  |
| 출처: Cole |         |         |

## 기후
| 콩스탕틴의 기후                                                        | 콩스탕틴의 기후 | 콩스탕틴의 기후 | 콩스탕틴의 기후 | 콩스탕틴의 기후 | 콩스탕틴의 기후 | 콩스탕틴의 기후 | 콩스탕틴의 기후 | 콩스탕틴의 기후 | 콩스탕틴의 기후 | 콩스탕틴의 기후 | 콩스탕틴의 기후 | 콩스탕틴의 기후 | 콩스탕틴의 기후 |
| 월                                                                     | 1월             | 2월             | 3월             | 4월             | 5월             | 6월             | 7월             | 8월             | 9월             | 10월            | 11월            | 12월            | 연간            |
| ---------------------------------------------------------------------- | --------------- | --------------- | --------------- | --------------- | --------------- | --------------- | --------------- | --------------- | --------------- | --------------- | --------------- | --------------- | --------------- |
| 역대 최고 기온 °C (°F)                                                 | 24.0 (75.2)     | 26.6 (79.9)     | 32.1 (89.8)     | 34.3 (93.7)     | 41.3 (106.3)    | 43.2 (109.8)    | 44.1 (111.4)    | 44.8 (112.6)    | 45.5 (113.9)    | 37.2 (99.0)     | 29.7 (85.5)     | 27.8 (82.0)     | 45.5 (113.9)    |
| 일평균 최고 기온 °C (°F)                                               | 12.4 (54.3)     | 13.2 (55.8)     | 16.6 (61.9)     | 19.8 (67.6)     | 25.2 (77.4)     | 31.0 (87.8)     | 35.0 (95.0)     | 34.6 (94.3)     | 29.1 (84.4)     | 24.3 (75.7)     | 17.5 (63.5)     | 13.4 (56.1)     | 22.7 (72.9)     |
| 일일 평균 기온 °C (°F)                                                 | 7.4 (45.3)      | 7.9 (46.2)      | 10.7 (51.3)     | 13.4 (56.1)     | 17.9 (64.2)     | 23.0 (73.4)     | 26.6 (79.9)     | 26.6 (79.9)     | 22.3 (72.1)     | 17.9 (64.2)     | 12.0 (53.6)     | 8.5 (47.3)      | 16.2 (61.2)     |
| 일평균 최저 기온 °C (°F)                                               | 2.3 (36.1)      | 2.5 (36.5)      | 4.8 (40.6)      | 7.0 (44.6)      | 10.7 (51.3)     | 15.0 (59.0)     | 18.3 (64.9)     | 18.5 (65.3)     | 15.5 (59.9)     | 11.6 (52.9)     | 6.6 (43.9)      | 3.6 (38.5)      | 9.7 (49.5)      |
| 역대 최저 기온 °C (°F)                                                 | −8.8 (16.2)     | −10.2 (13.6)    | −6.0 (21.2)     | −3.5 (25.7)     | −1.4 (29.5)     | 3.0 (37.4)      | 7.0 (44.6)      | 7.8 (46.0)      | 3.3 (37.9)      | −2.1 (28.2)     | −3.9 (25.0)     | −4.8 (23.4)     | −10.2 (13.6)    |
| 평균 강수량 mm (인치)                                                  | 64.8 (2.55)     | 54.6 (2.15)     | 57.0 (2.24)     | 51.6 (2.03)     | 40.9 (1.61)     | 14.8 (0.58)     | 4.0 (0.16)      | 19.4 (0.76)     | 35.9 (1.41)     | 39.5 (1.56)     | 53.3 (2.10)     | 66.2 (2.61)     | 502.0 (19.76)   |
| 평균 강수일수 (≥ 1.0 mm)                                               | 8.1             | 7.7             | 7.5             | 7.0             | 5.4             | 2.8             | 1.0             | 2.4             | 4.8             | 5.2             | 6.0             | 8.1             | 66.0            |
| 평균 상대 습도 (%)                                                     | 76              | 73              | 72              | 70              | 65              | 54              | 42              | 48              | 60              | 68              | 75              | 76              | 65              |
| 평균 월간 일조시간                                                     | 155.0           | 155.4           | 192.2           | 210.0           | 251.1           | 315.0           | 356.5           | 303.8           | 258.0           | 213.9           | 165.0           | 148.8           | 2,724.7         |
| 평균 일일 일조시간                                                     | 5.0             | 5.5             | 6.2             | 7.0             | 8.1             | 10.5            | 11.5            | 9.8             | 8.6             | 6.9             | 5.5             | 4.8             | 7.5             |
| 출처 1: 미국 해양대기청 (평년값: 1991년~2020년, 극값: 1913년~2020년)   |                 |                 |                 |                 |                 |                 |                 |                 |                 |                 |                 |                 |                 |
| 출처 2: 독일 기상청 (상대습도: 1975년~1986년, 일조시간: 1975년~1990년) |                 |                 |                 |                 |                 |                 |                 |                 |                 |                 |                 |                 |                 |

## 출신 인물
- 클로드 코엔타누지 (물리학자)
- 알리 사이디시에프 (육상 선수)

## 자매 도시
- 프랑스 그르노블
- 튀르키예 이스탄불
- 튀니지 수스